# Phostria ctenuchalis
Phostria ctenuchalis là một loài bướm đêm trong họ Crambidae.